# Weiach
Weiach is een gemeente en plaats in het Zwitserse kanton Zürich op 390 m hoogte, en maakt deel uit van het district Dielsdorf.
Weiach telt 1077 inwoners (2013).
Op 14 november 1990 vloog een DC-9 van Alitalia bij Weiach te pletter tegen de Stadlerberg op ca. 520 meter hoogte. Alle 46 inzittenden kwamen om het leven.